# Peravia (prowincja)
Peravia – jedna z 32 prowincji Dominikany. Stolicą prowincji jest miasto Baní.

## Opis
Prowincja Dominikany, zajmuje powierzchnię 785 km² i liczy 184 344 mieszkańców 1 grudnia 2010.

## Gminy
| Lp.     | Gmina | Liczba ludności (2010) | Powierzchnia (km²) |
| ------- | ----- | ---------------------- | ------------------ |
| 1       | Baní  | 157 316                | 741                |
| 2       | Nizao | 27 028                 | 44                 |
| Łącznie |       | 184 344                | 785                |